# Frederik af Slesvig-Holsten-Sønderborg-Glücksborg (1701-1766)
 Der er flere personer med dette navn, se Frederik af Slesvig-Holsten-Sønderborg-Glücksborg (1814-1885).
Frederik, hertug af Slesvig-Holsten-Sønderborg-Glücksborg (født 1. april 1701, død 10. november 1766) var hertug af Slesvig-Holsten-Sønderborg-Glücksborg og dansk general.

## Biografi
Han var en søn af hertug Philip Ernst af Glücksborg og hans første hustru, Christine af Sachsen-Eisenberg, og født den 1. april 1707. Med sin hofmester, Jonas Lime, senere præsident i Bergen, opholdt han sig fra 1719 i København, hvor han fra 1717 stod som kaptajn i Fodgarden; de rejste her fra til udlandet, Italien, Tyskland og Holland, indtil 1724. Frederik var imidlertid blevet oberstløjtnant i Dronningens Livregiment, blev 1729 oberst og chef for det oldenborgske Regiment, 1739 generalmajor, 1749 generalløjtnant og 1758 general i Fodfolket. 5. marts 1760 tog han sin afsked af militæretaten. Ved sin faders død 12. november 1729 tiltrådte han som hertug af Glücksborg, hvorfra han 1749 skilte den halvdel af Ærø, som i over 100 år havde tilhørt hertugdømmet; den gik over i kronens eje imod eftergivelsen af en lang række skatterestancer på Glücksborg, som havde været genstand for mange års stridigheder. Død 10. november 1766. Han blev efterfulgt som hertug af sin søn Frederik Henrik Vilhelm.

## Ægteskab
Han ægtede 1745 Henriette Augusta af Lippe-Detmold, der som enke købte slottet Nordborg, som hun beboede til sin død, 5. august 1777.

## Eksterne links
- Hans den Yngres efterkommere Arkiveret 24. oktober 2020 hos  Wayback Machine